# Cultura LGBT en Colombia
La cultura LGBT en Colombia comprende las diferentes manifestaciones artísticas y de ocio existentes en el país cuyo enfoque es la diversidad sexual o que incluye la participación de personas LGBT en ellas.

## Cine
El 1999 se rodó La Virgen de los sicarios, una adaptación de la novela homónima de Fernando Vallejo, la cual ha generado controversias e intento de censura. La misma aborda el amor homosexual en contexto de una sociedad atravesada por el narcotráfico.
Desde la década del 2010 y 2020, se han lanzado películas ficcionales como La luciérnaga (película), Mariposas verdes y Nowhere (película de 2020), y documentales como Si Dios fuera mujer y Señorita María, la falda de la montaña que ilustran la realidad de la comunidad LGBT en Colombia.
El Ciclo Rosa es un evento cinematográfico celebrado en Bogotá desde 2001, fundado por el Goethe Institut, el Centro Colombo Americano de Medellín, el Instituto Pensar de la Universidad Javeriana y la Cinemateca Distrital (Cinemateca de Bogotá). Su objetivo principal es mostrar películas y promover discusiones en torno a la diversidad sexual y las identidades de género diversas. A través de proyecciones y espacios de debate, el Ciclo Rosa busca visibilizar las historias y experiencias de la comunidad LGBTIQ+, fomentando la conciencia, el respeto y la inclusión de la diversidad sexual en la sociedad colombiana. Este evento ha ganado reconocimiento en el calendario cultural de Bogotá, atrayendo a amantes del cine, activistas y personas interesadas en explorar la realidad de la comunidad queer.

## Literatura

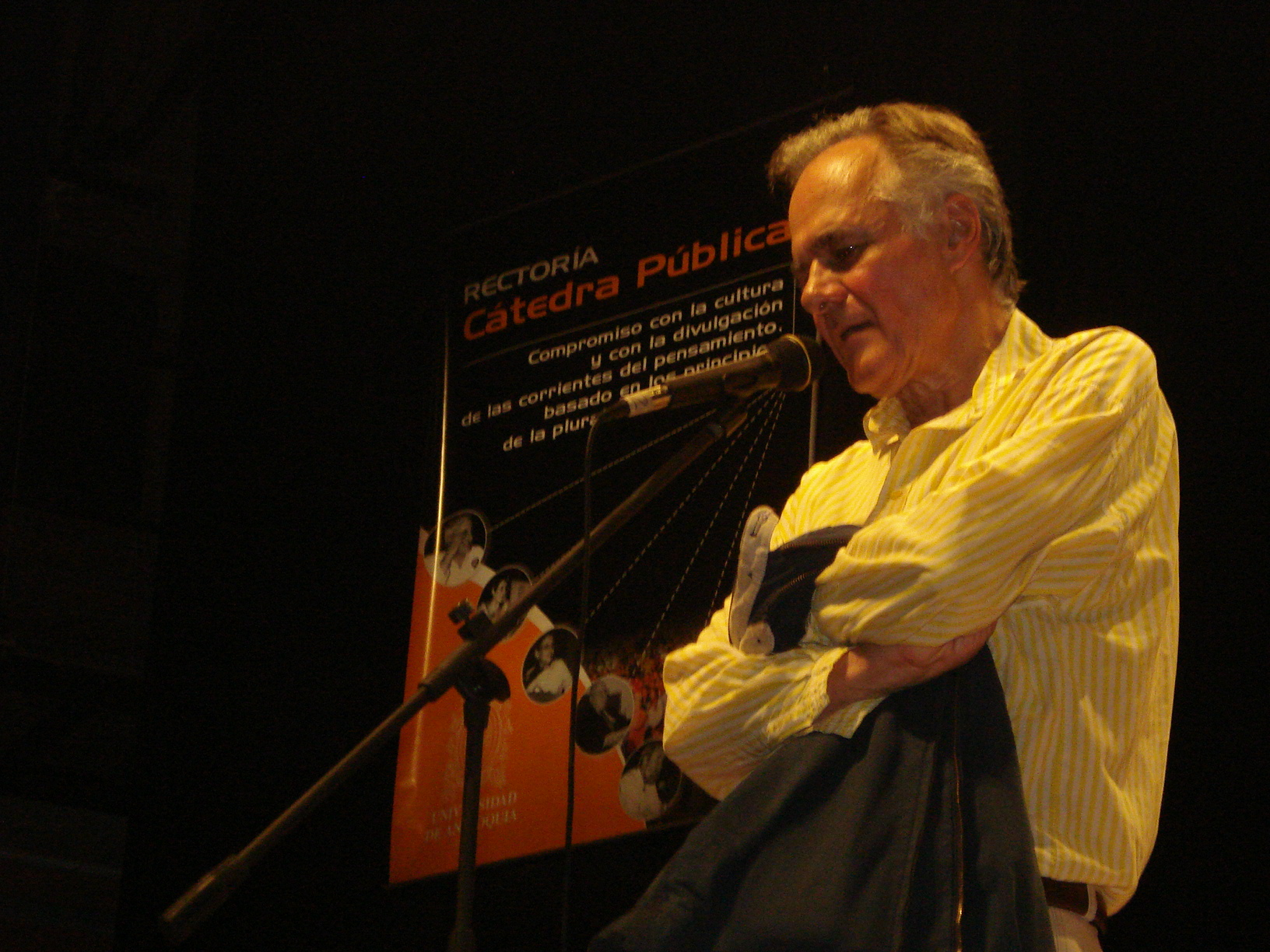
El escritor Fernando Vallejo en 2008

La literatura LGBT en Colombia tiene una rica historia desde el siglo XX, con autores destacados como Porfirio Barba Jacob y Bernardo Arias Trujillo. Estos escritores abordaron la homosexualidad en sus obras, siendo Arias Trujillo el autor de la primera novela abiertamente homosexual en Colombia. A lo largo del tiempo, figuras como Fernando Vallejo y Efraim Medina Reyes han tratado la temática LGBT, ganando reconocimiento tanto a nivel nacional como internacional.
En la literatura LGBT colombiana, los géneros más comunes son el cuento y la novela, y los autores masculinos tienen una mayor presencia. Las vivencias homosexuales retratadas en estas obras son diversas y están influenciadas por factores geográficos, profesionales y sociales. Se pueden encontrar diferentes perspectivas, desde posturas radicales hasta actitudes políticamente correctas.
En cuanto a la narrativa, obras como «Por los caminos de Sodoma: confesiones íntimas de un homosexual» y «Te quiero mucho, poquito, nada» son consideradas importantes en la representación del deseo homosexual en la literatura colombiana. Fernando Vallejo destaca como uno de los autores más prominentes en este ámbito, trascendiendo las fronteras del país. Otros escritores relevantes incluyen a Fernando Molano Vargas, Alonso Sánchez Baute y Laura Restrepo. Por otro lado, en la poesía, Porfirio Barba Jacob y Bernardo Arias Trujillo son figuras destacadas que exploraron el amor entre hombres en sus escritos. Raúl Gómez Jattin y John Better son reconocidos poetas contemporáneos, mientras que en el teatro, el dramaturgo José Manuel Freidel abordó repetidamente la temática homosexual en su extensa obra, siendo conocido por su monólogo «¡Ay! ¡Días Chiqui», donde denunciaba la violencia contra los travestis.

## Museo
El Museo Q es un museo de tránsito en Colombia fundado en 2014 por un grupo de personas queer con el objetivo de rescatar, difundir y poner de manifiesto las historias y memorias de individuos LGBTIQ como parte integral de la narrativa nacional. A través de exhibiciones y eventos relacionados con la diversidad sexual y de género, abordan temas como la salida del clóset, el matrimonio igualitario y el erotismo en el arte. Aunque no tiene una sede permanente, el museo colabora con otras instituciones y personas para crear proyectos desde narrativas alternativas, demostrando resistencia y resiliencia. En 2018, el Museo Nacional de Colombia abrió una sala dedicada a la población LGBT en respuesta a la incidencia de la sociedad civil, exhibiendo objetos relacionados con la comunidad LGBT y entrelazando historias relacionadas con el conflicto armado y otros temas polémicos de la historia colombiana. A través de su enfoque multifacético y dinámico, el Museo Q busca generar confrontación, diálogo y visibilidad para las poblaciones tradicionalmente excluidas, utilizando el cuerpo como un espacio de exhibición y narrativa personal.

## Música

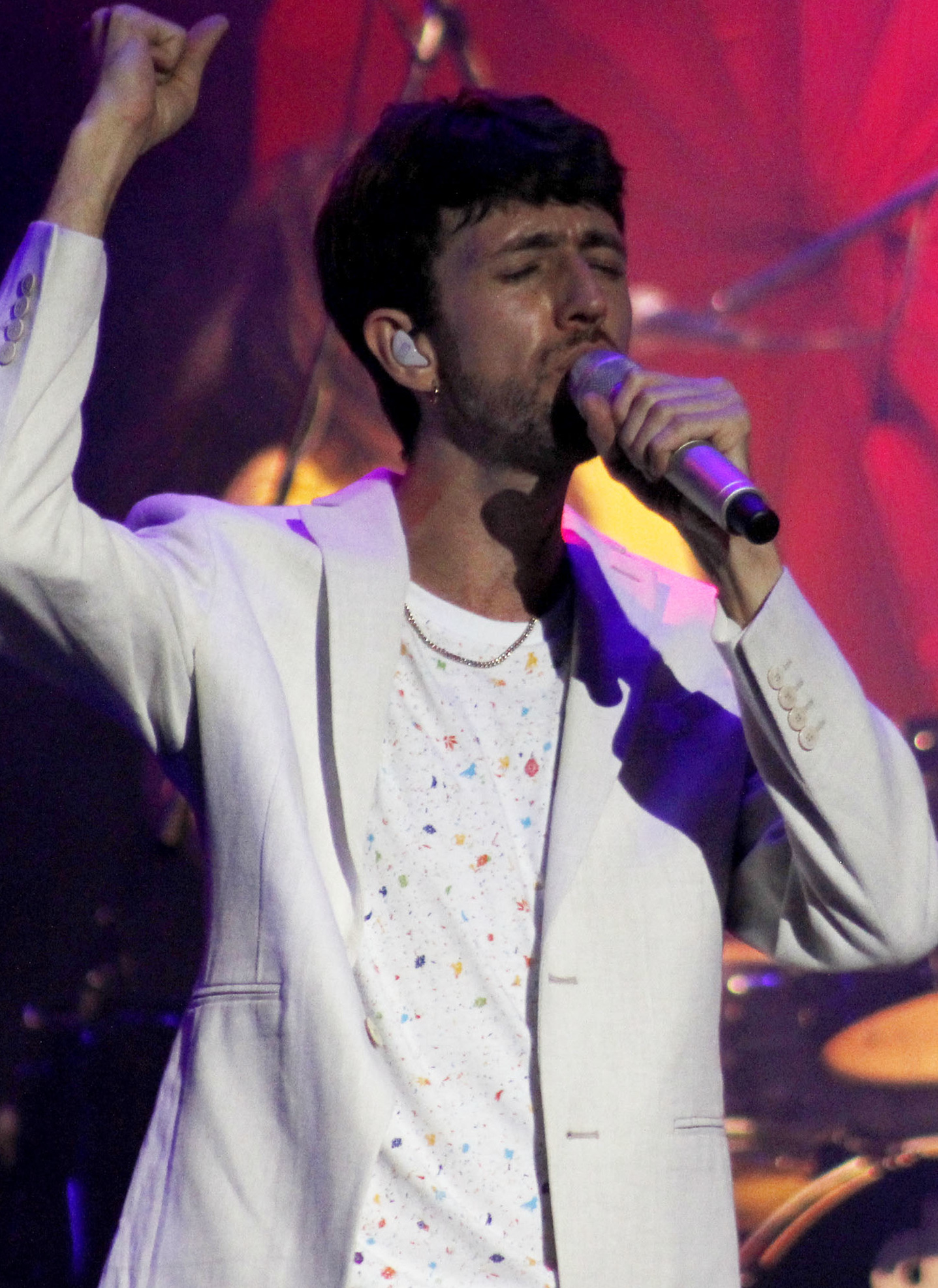
Esteman en 2019, en su álbum Amor Libre busca compartir abiertamente su orientación sexual con su audiencia, con el objetivo de fomentar la aceptación y la normalidad en torno a este tema, para que las personas dejen de considerarlo como un tabú.

En la década de 1990, Shakira, una de las artistas más reconocidas internacionalmente en la historia de Colombia, emergió en la escena musical. Aunque Shakira no se ha identificado abiertamente como LGBT, ha sido una fuerte defensora de los derechos de la comunidad y ha sido considerada un ícono para muchas personas LGBT en el país.
En los años 2000, distintos cantautores han surgido en la escena musical colombiana, como Esteman y Lido Pimienta, cantantes y compositores que han ganado reconocimiento por su fusión de géneros y su activismo social, incluyendo la defensa de los derechos de la comunidad LGBT.

## Televisión
La televisión colombiana ha intentado romper con los estereotipos al representar personajes LGBT, aunque aún no se ha logrado una representación auténtica y libre de clichés. Pese a que se han incluido algunos personajes LGBT en series y telenovelas, su representación ha sido limitada, a menudo relegándolos a roles secundarios o caricaturescos. Aunque las protestas por su inclusión han disminuido con el tiempo, los personajes LGBT siguen presentándose de manera superficial y sin profundidad emocional. Además, los programas infantiles ignoran el tema de la diversidad sexual y de género, mientras que los programas de no ficción muestran imágenes estereotipadas que no reflejan la vida cotidiana de las personas LGBT.
La serie Los pecados de Inés de Hinojosa de 1988, generó una gran controversia por sus escenas sensuales, con temáticas lésbicas y desnudos; no obstante, logró un importante hito en la televisión de Colombia al ser elegida como una de las producciones más destacadas durante la conmemoración de los 60 años de televisión organizada por Señal Colombia en 2014.
La telenovela «Perfume de agonía» (1997), dirigida por Kepa Amuchastegui, sufrió censura debido a la inclusión de «escenas homosexuales». Esta decisión resultó en que la serie apenas lograra transmitirse con unos pocos capítulos. La polémica surgió a raíz de un beso entre los personajes interpretados por Marcela Gallego y Alejandra Borrero.
En 1998, la actriz Alejandra Borrero, después de haber recorrido un largo camino en su carrera como actriz y en un momento en el que la sexualidad era un tema tabú en Colombia, decidió hablar en televisión nacional declarándose públicamente lesbiana.
En 2005 por primera vez en la historia de Colombia, el canal RCN Televisión, uno de los medios de comunicación más importantes del país emitió la telenovela Los Reyes, que tenía como personaje secundario a una mujer trans.

## Transformismo
Se considera que el inicio del movimiento drag en Colombia como un movimiento artístico estructurado y organizado comenzó en 1995, con la apertura del local Theatron, en el cual actuaban transformistas como Asesinata, Viola, Sbelty o La Wonder Gay. Desde 2002 se lleva a cabo en el Theatron el concurso Miss Universo Drag Star.
En 2017, a raíz del éxito del programa RuPaul's Drag Race, se comenzó a realizar en Bogotá las fiestas Oh My Drag, que tratan de entretener al público así como visibilizar el arte drag a nivel nacional, contando tanto con artistas locales como internacionales, siendo la concursante de la sexta temporada de RuPaul's Drag Race Laganja Estranja quien inauguró la primera fiesta en 2017.
Pese a no contar Colombia con un programa nacional que visibilice el drag local, como si es el caso de países como México (La Más Draga), España (Drag Race España) o Argentina (Juego de reinas), si que ha habido artistas colombianas que han alcanzado el reconocimiento y una base de fans a raíz de competir en concursos en el extranjero. Este es el caso de drag queens como Amyl, Adriana y Mocca Bone, que han competido en diversos programas de la franquicia Drag Race, o de Light King y Gretha White, conocidas concursantes de La Más Draga.
Existe también una cultura drag king, más invisbilizada y alejada del mainstream, además de tener un origen más reciente. Una de las figuras más importantes y pionera del arte drag king en Colombia es Antoine Du Toulousse, nombre artístico de Yudy Monroy.

## Turismo
Colombia se ha convertido en un destino cada vez más acogedor para la comunidad LGBT. En 2016, se convirtió en el vigésimo cuarto país en aprobar el matrimonio igualitario en todo el territorio nacional y cuenta con un sistema legal avanzado para proteger los derechos de este grupo. Gracias a su diversidad cultural, conectividad y amplia oferta turística, Colombia fue reconocida como un destino emergente LGBT en la feria FITUR 2017.
Las ciudades de Bogotá, Medellín, Cartagena y Barranquilla ofrecen opciones turísticas para la comunidad LGBT. Estas ciudades albergan eventos especializados que combinan la esencia de la cultura colombiana con festividad de esta comunidad incluyendo marchas del orgullo hasta festivales de música y teatro.

### Guacherna Gay

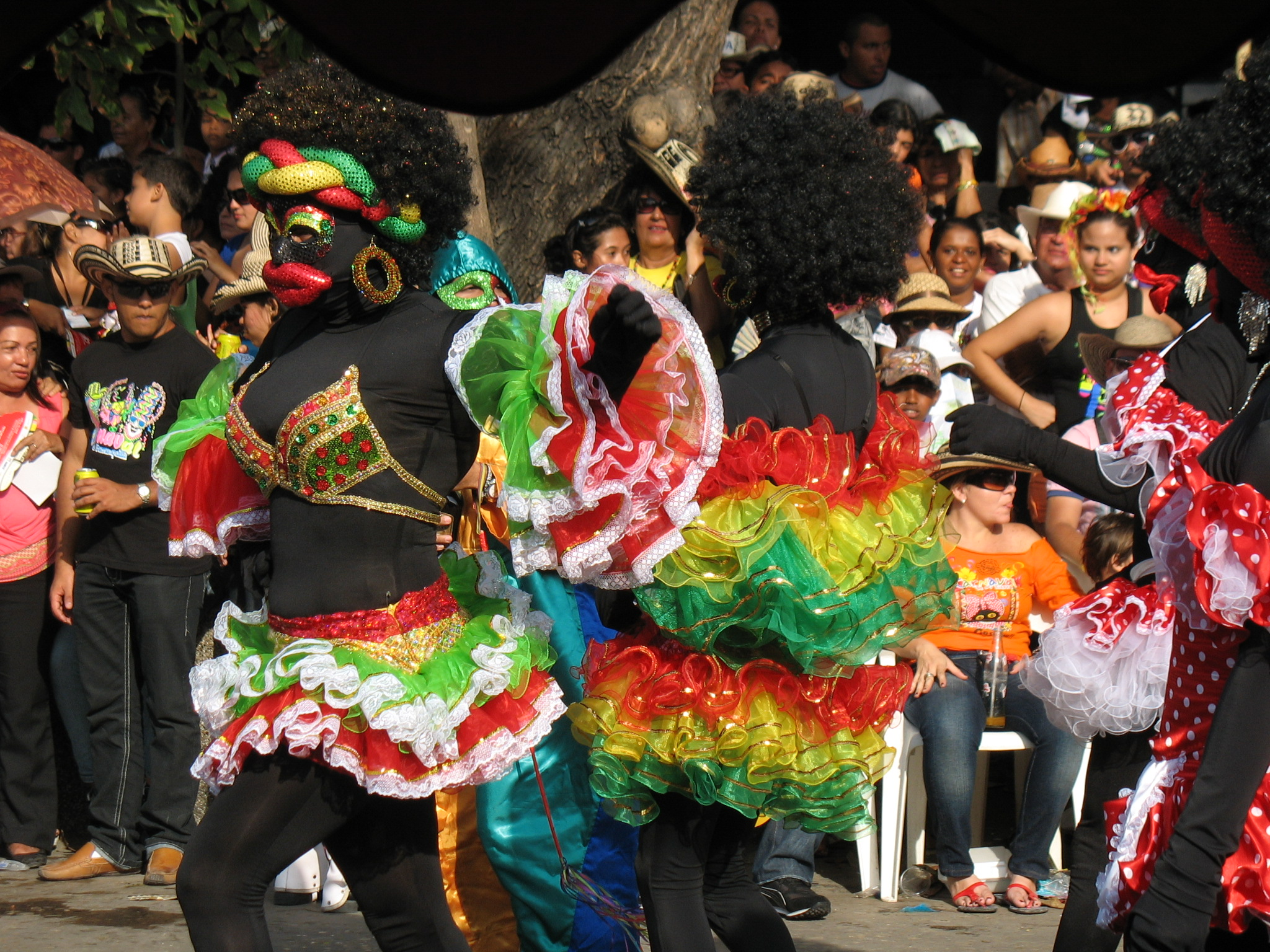
Miembros de la comunidad LGBT disfrazados de negritas Puloy en el carnaval de 2009

El carnaval Gay de Barranquilla es un evento que celebra la diversidad y busca destacar la contribución de la comunidad LGBTIQ+ durante el Carnaval de Barranquilla. Fundado por Jairo Polo Altamar en los años 1990, este evento especial, conocido como la Guacherna Gay, tiene como objetivo promover la inclusión y visibilidad de la diversidad sexual en uno de los principales eventos culturales de Colombia. A lo largo del tiempo, ha ganado reconocimiento y apoyo en la ciudad, incluyendo la coronación de los reyes del Carnaval Gay y el respaldo de la alcaldía de Barranquilla. El Carnaval Gay de Barranquilla se ha convertido en una actividad importante que marca el inicio de las festividades, resaltando el aporte de la comunidad LGBTIQ+ al carnaval y promoviendo la diversidad e inclusión en la ciudad.